# 黄传祁
黃傳祁（？—？），字仲蘇，號紹溪，湖南省長沙府長沙縣人，清朝官員。
光緒十五年，登進士，同年五月，著交吏部掣签，分发各省以知县即用。1891年，接替吴成周任崇明县知县一职，1897年由窦镇山接任。黄传祁著述頗豐，涉及算學、醫學。